# Joseph Kosma
Ne doit pas être confondu avec Vladimir Cosma, autre compositeur français d'origine est-européenne.
Joseph Kosma (en hongrois Kozma József), né le 22 octobre 1905 à Budapest et mort le 7 août 1969 à La Roche-Guyon (Val-d'Oise), à l'âge de 63 ans d'un malaise cardiaque, est un compositeur français juif hongrois d'origine et naturalisé français en 1948.
Formé à la composition et à la musique contemporaine à Budapest, passé à la musique de combat à Berlin, exilé en France et intégré au milieu parisien, il va se consacrer pendant trente ans à la musique d'accompagnement, pour la chanson (près de 150 titres) et pour le cinéma (près de 90 longs métrages), où sa collaboration avec le poète Jacques Prévert a joué de part et d'autre un rôle essentiel pour la création poétique et musicale populaire du XXe siècle.
La vie, la carrière et l’œuvre de compositeur de Joseph Kosma dans les domaines de la chanson, de la musique de cinéma et de scène sont jalonnées de dates d'exils, de fuites, de rencontres, de ruptures, d’échecs, de succès et de triomphes, et d’équivoques, dans un monde menaçant et en mouvement.
Jeune juif étudiant dans une Hongrie antisémite, il se forme ensuite à l'école de Vienne par Béla Bartók. En 1929, c'est le départ pour Berlin, la découverte avec Bertolt Brecht et Hanns Eisler d'une musique d’agitation populaire. En 1933, il fuit le nazisme et Hitler et trouve exil en France où, en 1935, il rencontre Jacques Prévert. C'est alors l’entrée dans le monde parisien, la poésie, la chanson, l'engagement dans la lutte sociale, l'antifascisme, et le groupe Octobre. En 1936, il entre dans le monde du cinéma par l'intermédiaire de Marcel Carné et Jean Renoir.
En 1940, c'est la fuite devant les Allemands, l’accueil de Prévert dans le midi et le travail clandestin avec ce dernier et Carné. En 1945, c'est le triomphe des Enfants du Paradis, et l'année suivante, le miracle de la poésie, de la mise en musique et en chanson du recueil Paroles de Prévert. En 1949, il connaît la gloire mondiale avec la mise en musique des Feuilles mortes. En 1951, c'est la séparation douloureuse avec Prévert, puis la consécration avec d'autres chansons, le compagnonnage du Parti communiste français et la confirmation dans le cinéma. Les années 1960 sont enfin celles des créations scéniques au ballet et à l'opéra.

## Biographie

### Jeunesse
Joseph Kosma est né à Budapest, capitale alors de la Hongrie dans l'Empire austro-hongrois, dans une famille tenant une école de sténodactylo, et un milieu mélomane. Dès son enfance, il s'intéresse au piano et à la composition, et dans son cinéma de quartier, il accompagne les films muets.
Clandestin à l'Université en raison du numerus clausus de 5 % imposé aux étudiants juifs, élève de Béla Bartók à l'Académie de musique Franz-Liszt de Budapest, il devient assistant chef d'orchestre à l'Opéra de Budapest, En 1929, il obtient une bourse d'études à Berlin, où il fait la connaissance de Bertolt Brecht et son épouse Helene Weigel, ainsi que des musiciens Kurt Weill et Hanns Eisler. À leur contact, il se détourne de l'école de Vienne, découvre une musique porteuse d'un message social et politique et participe à leurs expériences de théâtre musical populaire et révolutionnaire.

### De l'avant guerre à l'Occupation
À l'arrivée de Hitler au pouvoir en 1933, craignant les menaces antisémites et anticommunistes, le couple doit, comme Brecht, Weil et Eisler, fuir l'Allemagne nazie et vient se réfugier à Paris, capitale intellectuelle et artistique du monde en pleine effervescence politique.
Ne parlant pas un mot de français, ils vivent de leçons et de répétitions. Kosma accompagne Lys Gauty, première chanteuse « à texte » chantant L'Opéra de quat'sous (Le Chant de Barbara et La Fiancée du Pirate) de Brecht, et première en 1940 à chanter Deux escargots s'en vont. Dans une salle d'attente, il fait la rencontre du poète Jacques Prévert, lui qui avait horreur de la musique classique. Prévert l'intègre dans sa « bande » et lui ouvre les portes du milieu artistique de Montparnasse. Ils passent ensemble quinze ans d'amitié et de travail dans la vie, le cinéma et la chanson.
L'équipe Prévert-Kosma démarre au cinéma avec Marcel Carné en 1936 avec Jenny où la chanson originale jugée anglophobe est censurée, après l'expérience de À la belle étoile dans Le Crime de monsieur Lange de Jean Renoir. Suivent les musiques des chefs-d'œuvre d'avant guerre, Une Partie de campagne, La Grande Illusion, la Bête humaine et La Marseillaise, alors que Carné travaillera avec Maurice Jaubert jusqu'à sa mort au front en juin 1940.
Avec Prévert, Kosma s'engage au spectacle et à la chanson dans la politique, la lutte sociale, l'antifascisme, la défense des opprimés dans des chansons destinées à Marianne Oswald (Chasse à l'enfant) ou au groupe d'agitation artistique populaire Octobre et aux troupes théâtrales du Front populaire.
Après 1940, sous Paris occupé par les Allemands il trouve refuge finalement dans les Alpes-Maritimes occupées de manière plus souple par les Italiens. À Tourrettes-sur-Loup auprès de Jacques Prévert qui lui permet de travailler sous prête-nom, sur Adieu Léonard de Pierre Prévert puis avec le décorateur Alexandre Trauner sur les chefs-d'œuvre des Visiteurs du soir (1942) et des Enfants du Paradis tournés en 43-44 aux studios de la Victorine à Nice.
Menacé comme juif après l'évacuation de la Côte d'Azur par les Italiens, Kosma rejoint en juin 1944 le maquis de Thorenc dans les Alpes-Maritimes et il est blessé en sautant sur une mine à la libération de Nice le 18 août.
Pendant ce temps sa famille, son père et sa mère restés à Budapest, jusqu'alors saufs sous le régent Horthy, sont victimes des massacres de masse perpétrés par les nazis hongrois dans les derniers jours de 1944. Kosma retourne à Budapest en 1955 et 1959.

### Carrière

#### Chanson
De retour à Paris, Kosma reprend en 1945 sa collaboration avec Jacques Prévert pour le ballet le Rendez-vous de Roland Petit sur la musique des deux futures chansons du film Les Portes de la nuit de Marcel Carné, où Yves Montand débutant, remplaçant Jean Gabin, fredonne dans l'indifférence générale l'air et les paroles Les Feuilles mortes.
La mise en musique du recueil Paroles de poésies de Prévert publié en 1946 contribue à son succès populaire rapide. 46 chansons sont publiées en deux recueils aux Éditions Enoch en 1946 et 1947. Les plus célèbres (Les Feuilles mortes, Barbara, Je suis comme je suis, À l'enterrement d'une feuille morte…) ne cessent plus d'être chantées pendant vingt ans par les interprètes issus de Saint-Germain des Prés, souvent marqués à gauche : Mouloudji, les Frères Jacques, Yves Montand, Francis Lemarque, Germaine Montero, Juliette Gréco, Cora Vaucaire, Catherine Sauvage… Un catalogue anthologique de la chanson française constamment réédité et enrichi.
Sous le titre Autumn Leaves, la reprise en 1949 aux États-Unis des Feuilles mortes sur des paroles de Johnny Mercer, en fait jusqu'à maintenant une des musiques les plus interprétées au monde par les plus grands noms de la chanson et du jazz.
Kosma s'est attaché à de nombreux auteurs, Raymond Queneau écrivain (Si tu t'imagines) et plus exceptionnellement d'autres anciens ou modernes une ou deux fois, même Jean-Paul Sartre (Rue des Blancs-Manteaux) et Louis Aragon pour une rencontre restée unique. Par contre, il s'attache à six reprises à Madeleine Riffaud, jeune héroïne résistante communiste et future grande journaliste à L'Humanité, que ses poèmes sensibles aident à sortir d'une période difficile.
Autour de Kosma, nombre de ses amis musiciens, artistes et interprètes ont été membres ou « compagnons de route » du Parti communiste, sauf Prévert, esprit resté rebelle à l'esprit de cellule depuis l'époque des surréalistes. Les relations de Kosma avec le Parti s'incarnent dans son étroite collaboration avec un écrivain, Henri Bassis, ancien instituteur juif et communiste révoqué en 1940, résistant, poète patenté du Parti et auteur propagandiste officiel. Près de trente titres variés, chansons poétiques et politiques, films militants de Robert Ménégoz, fresques lyriques et dramatiques présentées à Berlin-Est en 1951, où il retrouve Brecht et Eisler retournés en 1949, et à Budapest en 1959, en passant par un hymne à Maurice Thorez (À la santé de Maurice) pour un meeting à la Mutualité en 1952.
Enfin, en 1967, il s'attache à la mémoire du poète Robert Desnos (La Fourmi), ancien du surréalisme, résistant communiste déporté mort du typhus le 8 juin 1945 à Theresienstadt, en Tchécoslovaquie, un mois après la libération du camp de concentration.
Malgré la popularité des paroles « Je crois qu'elle est de Prévert et Kosma » de La Chanson de Prévert de Serge Gainsbourg depuis 1962, et malgré la réédition régulière des anthologies Grands interprètes de Prévert, leur répertoire chanson semble s'être perdu parmi les chanteurs en dehors de Lio et de Jean Guidoni. Depuis les années 1990, ce sont surtout des artistes de formation classique, chanteurs et accompagnateurs formés à la mélodie française qui reprennent le relais sur disque et en spectacle et s'efforcent d'élargir le répertoire des titres et des auteurs.

#### Au cinéma
La filmographie de Joseph Kosma est longue, abondante (près de 120 films) et variée, dominée par la fidélité amicale avec deux grands de l'histoire du cinéma, Marcel Carné (8 films) et Jean Renoir (10 films).
Le palmarès filmique de Joseph Kosma, riche du succès des films de Jean Renoir d'avant la guerre, s'enrichit au contact d'une équipe Marcel Carné-Prévert -Trauner (Les visiteurs du soir, les Enfants du Paradis) reconstituée clandestinement pendant la période de la guerre. Mais Prévert, après l'échec des Portes de la Nuit en 1946 et l'abandon en 1947 de La fleur de l'âge sur la révolte des enfants de Belle-Île de 1934, et son grave accident de 1948, s'éloigne du cinéma pour se consacrer aux arts graphiques du collage. Au début des années 1950 Kosma et Prévert se séparent sur des problèmes de production du film d'animation La Bergère et le Ramoneur de Paul Grimault, et peut-être aussi des divergences de type engagement politique.
Après guerre, Kosma devient le compositeur attitré d'un cinéma populaire installé dans une tradition de « qualité française » : plus de 60 films dans les seules années 1950, de qualité inégale laissant une large place à des amis anciens résistants comme Jean-Paul Le Chanois (10 films) et Jean Devaivre (6 films), ou aux vieux compagnons du cinéma Marcel Carné et Jean Renoir pour leurs derniers films, avec assez souvent Jean Gabin à nouveau présent sur les plateaux.
Une tradition professionnelle du cinéma français qui est bousculée par les critiques de François Truffaut et des Cahiers du cinéma et l'arrivée de la Nouvelle Vague et sa génération de jeunes réalisateurs et de jeunes musiciens (Georges Delerue, Michel Legrand, ou encore Antoine Duhamel) qui renouvelle la scène du cinéma français dans les années 1960.

### Vie privée et mort

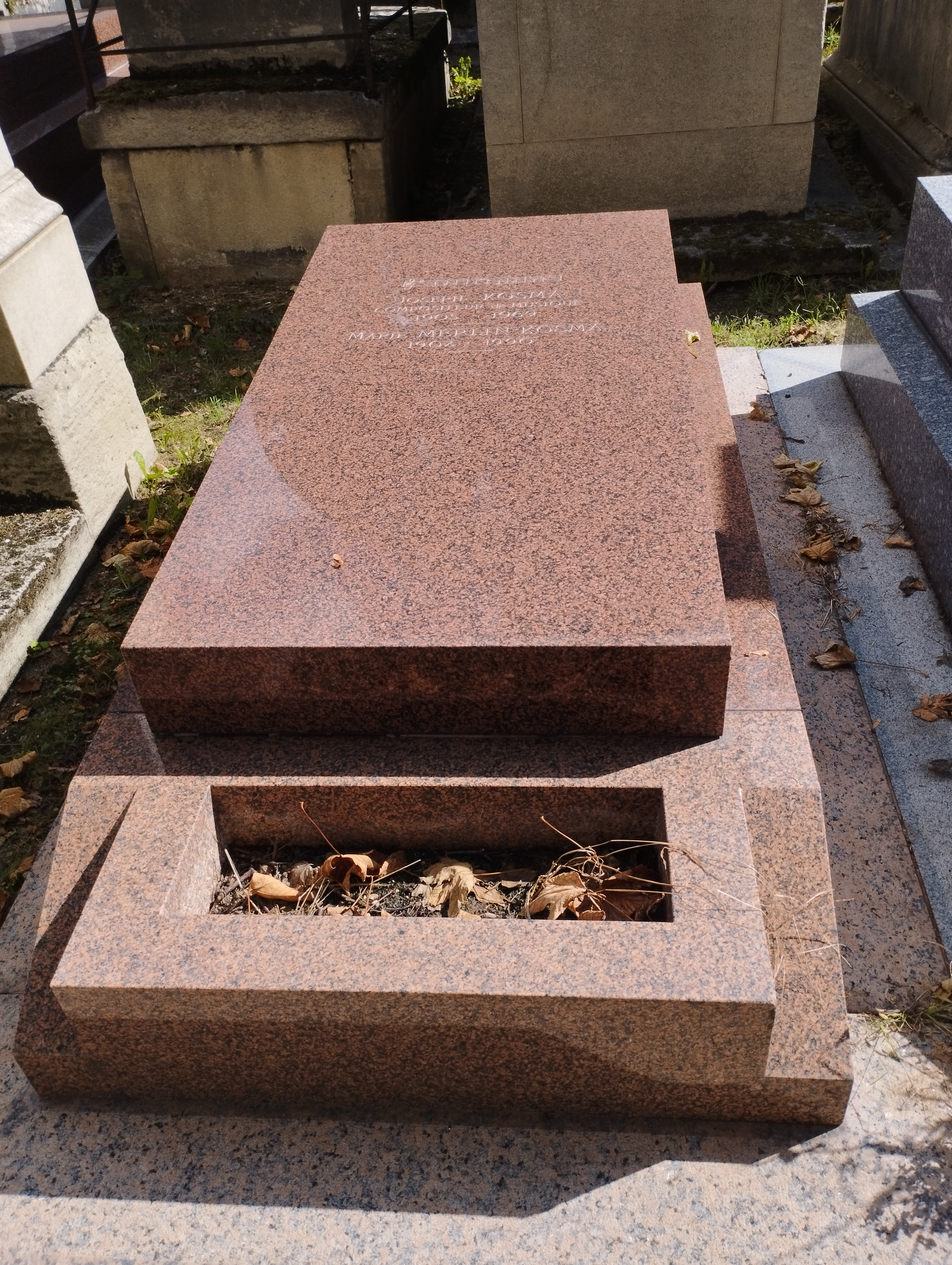
Tombe de Joseph Kosma au cimetière de Montmartre (division 20).

Il rencontre alors sa première femme la pianiste concertiste Lilly Appel, qui l'accompagne dans son exil en France et meurt en 1975.
Il se remarie avec Marie Kosma-Merlin, autrice musicale qui organise la succession au profit de la ville de Nice. Cette dernière est décédée le 3 juin 1990.
Joseh Kosma meurt en 1969, et a été enterré au cimetière de Montmartre (division 20) dans un Paris désert au mois d'août, accompagné d'amis Henri Dutilleux, Jean-Louis Barrault, Michel Philippot, Raymond Queneau, Jacques Gaucheron et Louis Erlo.

## Discographie

### Longs métrages
- 1936 : Jenny, de Marcel Carné
- 1936 : Le Crime de Monsieur Lange, de Jean Renoir (chanson : À la belle étoile)
- 1936 : Partie de campagne, de Jean Renoir
- 1937 : La Grande Illusion, de Jean Renoir
- 1938 : La Bête humaine, de Jean Renoir
- 1938 : La Goualeuse, de Fernand Rivers (chanson : Dis-moi pourquoi)
- 1938 : La Marseillaise, de Jean Renoir (chanson : L'Émigré)
- 1938 : Le temps des cerises, de Jean-Paul Le Chanois
- 1942 : Les Visiteurs du soir, de Marcel Carné
- 1943 : Adieu Léonard, de Pierre Prévert (chanson : Chanson du vitrier)
- 1943 : Le soleil a toujours raison, de Pierre Billon (prête nom Jean Marion ; chanson :  Tu étais la plus belle)
- 1943 : Une femme dans la nuit, de Edmond T. Gréville (prête nom Jean Marion)
- 1945 : Les Enfants du paradis, de Marcel Carné
- 1946 : Les Portes de la nuit, de Marcel Carné (chansons : Les Feuilles mortes, Les enfants qui s'aiment)
- 1946 : Messieurs Ludovic, de Jean-Paul Le Chanois
- 1946 : Pétrus, de Marc Allégret
- 1947 : Bethsabée, de Léonide Moguy
- 1947 : L'Amour autour de la maison, de Pierre de Hérain
- 1947 : L'Arche de Noé, de Henry Jacques
- 1947 : La Fleur de l'âge, de Marcel Carné (chanson : La belle vie ; film abandonné)
- 1947 : Les Chouans, de Henri Calef
- 1947 : Voyage Surprise, de Pierre Prévert
- 1948 : Bagarres, de Henri Calef
- 1948 : D'homme à hommes, de Christian-Jaque
- 1948 : Hans le marin, de François Villiers
- 1948 : L'école buissonnière, de Jean-Paul Le Chanois
- 1948 : La Dame d'onze heures, de Jean Devaivre
- 1948 : Le Carrefour des passions, de Ettore Giannini
- 1948 : Le Paradis des pilotes perdus, de Georges Lampin
- 1949 : Au grand balcon, de Henri Decoin
- 1949 : La Ferme des sept péchés, de Jean Devaivre (Voile d'or Festival international de Locarno)
- 1949 : Le grand rendez-vous, de Jean Dreville
- 1949 : Les Amants de Vérone, d'André Cayatte
- 1950 : Black Jack, de Julien Duvivier
- 1950 : L'Inconnue de Montréal, de Jean Devaivre
- 1950 : La Belle que voilà, de Jean-Paul Le Chanois
- 1950 : La Marie du port, de Marcel Carné
- 1950 : Souvenirs perdus, de Christian-Jaque (chanson : Tournesol)
- 1950 : Trois Télégrammes, de Henri Decoin
- 1950 : Vendetta en Camargue, de Jean Devaivre
- 1951 : Le Cap de l'Espérance, de Raymond Bernard
- 1951 : Le Jugement de Dieu, de Raymond Bernard
- 1951 : Dupont Barbès, de Henri Lepage
- 1951 : Juliette ou la clé des songes, de Marcel Carné
- 1951 : Ombre et lumière, de Henri Calef
- 1951 : Paris est toujours Paris, de Luciano Emmer  (chanson : La chanson du prestidigitateur)
- 1951 : Sans laisser d'adresse, de Jean-Paul Le Chanois (chanson : La chanson du prestidigitateur)
- 1951 : Un grand patron, de Yves Ciampi
- 1952 : Agence matrimoniale, de Jean-Paul Le Chanois
- 1952 : Dans la vie tout s'arrange, de Marcel Cravenne
- 1952 : Le Gantelet vert, de Rudolph Maté
- 1952 : Le Rideau rouge, de André Barsacq
- 1952 : Les loups chassent la nuit, de Bernard Borderie
- 1953 : Alerte au sud, de Jean Devaivre
- 1953 : La Bergère et le Ramoneur, de Paul Grimault
- 1953 : La Vierge du Rhin, de Gilles Grangier
- 1953 : Les Enfants de l'amour, de Léonide Moguy
- 1953 : Opération Magali, de Lazlo V. Kish
- 1953 : Week-end à Paris, de Gordon Parry
- 1954 : Huis-clos, de Jacqueline Audry
- 1954 : Ils seront des hommes, de A.C. Blake
- 1954 : Les Fruits sauvages, de Hervé Bromberger
- 1955 : Fantaisie d'un jour, de Pierre Cardinal
- 1955 : L'Amant de Lady Chatterley, de Marc Allégret
- 1955 : Port du désir, de Edmond T. Gréville
- 1955 : Les Chiffonniers d'Emmaüs, de Robert Darène
- 1955 : Les Évadés, de Jean-Paul Le Chanois
- 1955 : M'sieur la Caille d'André Pergament
- 1955 : Pas de pitié pour les caves, de Henri Lepage  (chanson : Le merveilleux poème)
- 1955 : Pas de souris dans le bizness, de Henri Lepage
- 1955 : Le Village magique, de Jean-Paul Le Chanois
- 1956 : Cela s'appelle l'aurore, de Luis Buñuel
- 1956 : Des gens sans importance, de Henri Verneuil
- 1956 : Elena et les Hommes, de Jean Renoir  (chansons : Méfiez-vous de Paris, Miarka)
- 1956 : Goubbiah, mon amour, de Robert Darène
- 1956 : Grand-rue, de Juan Antonio Bardem
- 1956 : Je reviendrai à Kandara, de Victor Vicas
- 1956 : La Loi des rues, de Ralph Habib
- 1956 : Le Long des trottoirs, de Léonide Moguy
- 1956 : Maigret dirige l'enquête, de Stany Cordier
- 1956 : Soupçons, de Pierre Billon
- 1957 : L'inspecteur aime la bagarre, de Jean Devaivre
- 1957 : Le Cas du docteur Laurent, de Jean-Paul Le Chanois
- 1957 : Les Louves, de Luis Saslavsky
- 1957 : Trois jours à vivre, de Gilles Grangier
- 1958 : La Chatte, de Henri Decoin
- 1958 : Le Dilemme du docteur, de Anthony Asquith
- 1958 : Tamango, de John Berry
- 1958 : Un certain monsieur Jo, de René Jolivet (chanson : Mon pays à moi, c'est la rue)
- 1959 : Katia, de Robert Siodmak
- 1959 : Le Déjeuner sur l'herbe, de Jean Renoir (chansons : À l'orée du bois ; Mon cœur est un oiseau)
- 1959 : Le Secret du chevalier d'Éon, de Jacqueline Audry
- 1959 : Le Testament du docteur Cordelier, de Jean Renoir (téléfilm)
- 1959 : Quai des illusions, de Émile Couzinet
- 1960 : Crésus, de Jean Giono
- 1960 : La Chatte sort ses griffes, de Henri Decoin
- 1960 : La Française et l'amour (collectif)
- 1960 : Le Huitième jour, de Marcel Hanoun
- 1961 : Caravane pour Zagora, de Marco Ferreri
- 1961 : Le Pavé de Paris, de Henri Decoin
- 1961 : Le Trésor des hommes bleus, de Edmond Agabra
- 1961 : Les hommes veulent vivre, de Léonide Moguy
- 1961 : Soledad, de Jacqueline Audry
- 1962 : À fleur de peau, de Claude Bernard-Aubert
- 1962 : À l'aube du troisième jour, de Claude Bernard-Aubert
- 1962 : La poupée, de Jacques Baratier
- 1962 : La Salamandre d'or, de Maurice Régamey
- 1962 : Le Caporal épinglé, de Jean Renoir
- 1962 : Snobs !, de Jean-Pierre Mocky
- 1963 : À la française, de Robert Parrish
- 1963 : Un drôle de paroissien, de Jean-Pierre Mocky
- 1964 : Chagall, de Lauro Venturi (documentaire)
- 1966 : Un soir à Tibériade, de Hervé Bromberger
- 1967 : Fruits amers, de Jacqueline Audry
- 1969 : Frontera al sur, de José Luis Merino
- 1970 : La Fenêtre, de Jacques Pierre (téléfilm)
- 1970 : Le Petit Théâtre de Jean Renoir, de Jean Renoir

### Courts métrages
Kosma participe aussi à plusieurs courts métrages de commande pour le compte du Parti communiste : après Aubervilliers de Éli Lotar en 1945 sur un commentaire et des chansons de Prévert mal reçus (Chanson des gamins d'Aubervilliers), des films documentaires orthodoxes de Robert Ménégoz sur des textes d'Henri Bassis (À l'assaut du ciel, Celui de France que nous aimons) et Jean-Pierre Chabrol (Ma Jeannette et mes copains).
- 1935 : La Pêche à la baleine, de Lou Tchimoukow, paroles de Jacques Prévert - Chanson La pêche à la baleine
- 1937 : Le Temps des cerises, de Jean-Paul Le Chanois, commande du Parti communiste - En faveur d'une retraite pour les vieux travailleurs
- 1945 : Aubervilliers, de Eli Lotar, commentaires et poèmes de Jacques Prévert, commande de la municipalité communiste d'Aubervilliers dirigée par Charles Tillon -Trois chansons : Chanson des enfants d'Aubervilliers, Chanson de la Seine, Chanson de l'eau, Misère des quartiers populaires d'Aubervilliers
- 1951 : Commune de Paris, de Robert Ménégoz, commentaires d'Henri Bassis, commande du Parti communiste - Interdiction par la censure à sa sortie
- 1951 : Mon ami Pierre, de Paula Neurisse, texte de Jean-Pierre Chabrol, chanson-titre chantée par Yves Montand, production Procinex - La vie sur un chalutier de Concarneau
- 1953 : Ma Jeannette et mes copains, de Robert Ménégoz, commande du Parti communiste - La vie des mineurs cévenols
- 1953 : G.S.O., de Robert Ménégoz, documentaire industriel
- 1958 : La Cocotte d'Azur, d'Agnès Varda - Sur les chutes du film La Pointe courte.

## Œuvre scénique
Joseph Kosma est le compositeur de plusieurs musiques pour la scène, le théâtre, le ballet et l'opéra :
- 1945 : Le Rendez-vous, ballet en deux tableaux créé, chorégraphie Roland Petit, musique, argument Jacques Prévert, rideau de scène Pablo Picasso, décors Brassaï, costumes Mayo, Théâtre Sarah-Bernhardt 15 juin 1945
- 1946 : Baptiste, argument Jacques Prévert, mise en scène Jean-Louis Barrault, Théâtre Marigny
- 1948 : L'Écuyère, ballet pour deux pianos et percussions, pour Yvette Chauviré, argument de Constantin Nepo d'après la nouvelle de Kafka
- 1951 : À l'assaut du ciel : La Commune de Paris - sur des poèmes de Henri Bassis, Festival 1951 de la jeunesse de Berlin-Est, reprise à Paris en 1971 pour le Centenaire de la Commune
- 1952 : Jésus la Caille, pièce en 5 tableaux, texte Francis Carco, mise en scène Pierre Valde, Théâtre Gramont, reprise en 1962
- 1952 : Celui de France que nous aimons le plus, fresque lyrique et dramatique de Henri Bassis, 50 ans de Maurice Thorez d'après son Fils du Peuple , Paris la Mutualité 3 juin 1952
- 1953 : Le Désir sous les ormes, drame, mise en scène Claude Sainval, sur un texte d'Eugène O. Neil, Théâtre des Champs-Élysées
- 1954 : Les Chansons de Bilitis, chansons de Pierre Louÿs, mise en scène Jean Wall
- 1955 : Orvet, texte et mise en scène Jean Renoir, Théâtre de la Renaissance
- 1957 : Hôtel de l'espérance, ballet de Serge Lifar pour Janine Charrat, livret Francis Carco
- 1959 : Pierrot de Montmartre, pantomime, Marcel Marceau, Théâtre Sarah-Bernhardt
- 1959 : Les Canuts, oratorio, texte Jacques Gaucheron, création Deutsche Staatsoper de Berlin, reprise Opéra de Lyon en 1964 puis Prague et Budapest
- 1962 : Un Amour électronique, opéra de poche, livret André Kédos et Joseph Kosma, chorégraphie Georges Skibine, Odéon-Théâtre de l'Europe
- 1963 : Le Proscrit, ballet, d'après Pouchkine, création à l'Opéra de Nice, direction Jean Périsson
- 1969 : Les Hussards, opéra, livret Jean-Bapiste Bréa, création posthume Opéra de Lyon le 21 octobre 1969, mise en scène Louis Erlo.

## Œuvre vocale

### Chanson
- À la belle étoile, J. Prévert (1936)
- À la santé de Maurice, Henri Bassis (1952)
- Amours défendus, Pierre Louÿs (1951)
- Amours où es-tu ?, Madeleine Riffaud
- Amours perdues, Georges Neveux
- Armorial, Georges Neveux (1945)
- Art poétique, Raymond Queneau (1954)
- Attente, Jean Anouilh
- Au pays des mines, Henri Bassis (1953)
- Autumn leaves, Johnny Mercer
- Ballade de celui qui chanta dans les supplices, Louis Aragon (1959)
- Barbara, J. Prévert (1947)
- Berceuse paternelle, J. Prévert
- Bonjour Paris, Francis Carco (1955)
- C'est la Commune qu vaincra, Henri Bassis (1953)
- Capriccioso, J. Prévert
- Celui qui part pour la guerre, Eugène Guillevic (1954)
- Cet amour, J. Prévert (1947)
- Chanson, J. Prévert (1947)
- Chanson Bim Bam, J. Prévert
- Chanson dans le sang,  J. Prévert (1946)
- Chanson de Desdémone, Henri Bassis
- Chanson de l'eau, J. Prévert (1945)
- Chanson de l'oiseleur, J. Prévert (1947)
- Chanson de la Seine, J. Prévert (1945)
- Chanson de toile, Henri Bassis
- Chanson des enfants d'Aubervilliers , J. Prévert (1945)
- Chanson du geôlier , J. Prévert (1946)
- Chanson du mois de mai , J. Prévert
- Chanson pour elle, Henri Bassis
- Chanson pour les enfants l'hiver, J. Prévert (1946)
- Chanson pour une poupée, Henri Bassis (1952)
- Chant des barricades, Henri Bassis (1951)
- Chasse à l'enfant, J. Prévert (1936)
- Clair de lune, J. Prévert (1947)
- Complainte, Henri Bassis
- Cosy corner, J. Prévert (1956)
- Dans ma maison, J. Prévert (1946)
- Danse, J. Prévert
- Déjeuner du matin, J. Prévert (1946)
- Deux escargots s'en vont à l'enterrement, J. Prévert
- Dialogue, Denise Jallais
- En sortant de l'école, J. Prévert (1946)
- Épiphanie, J. Prévert (1947)
- Et la fête continue, J. Prévert (1947)
- Et puis après (Je suis comme je suis), J. Prévert (1946)
- Fable, J. Prévert (1947)
- Familiale, J. Prévert (1937)
- Faut pas m'en vouloir, Max Lanjean
- Femmes, Madeleine Riffaud (1946)
- Fête foraine, J. Prévert (1946)
- Fille d'acier, J. Prévert (1947)
- Histoire crevante, Henri Bassis
- Hymne du 18 mars, Henri Bassis (1951)
- Il faut passer le temps, J. Prévert
- Il pleut, Raymond Queneau
- Immense et rouge, J. Prévert (1947)
- Inventaire, J. Prévert (1946)
- J'ai vendu mon soleil, J. Prévert
- Je ne veux que tes yeux, Constanti (1952)
- Jésus la caille, Francis Carco
- Jour de fête, J. Prévert
- L'amour est parti, Henri Bassis (1951)
- L'araignée à moustaches , Robert Desnos (1967)
- L'éclipse, J. Prévert (1946)
- L'enfance, J. Prévert (1937)
- L'hymne à la résistance, André Pierre
- L'oiseau du Colorado, Robert Desnos (1967)
- L'orgue de barbarie, J. Prévert (1947)
- La belle jambe, Louis Aragon
- La belle saison, J. Prévert (1947)
- La belle vie, J. Prévert
- La chanson de Jeannette, Pierre Seghers
- La chanson du vitrier, J. Prévert '1943)
- La Commune vaincra, Henri Bassis (1951)
- La dame Pavot nouvelle épousée, Robert Desnos (1967)
- La fête, J. Prévert (1947)
- La fiancée du prestidigitateur, J.P. Le Chanois (1951)
- La fourmi, Robert Desnos (1949)
- La grasse matinée, J. Prévert (1937)
- La grenouille aux souliers percés, Robert Desnos (1967)
- La guitare solaire, J.-M. Croufer
- La légende du gayant, Henri Bassis
- La pêche à la baleine, J. Prévert (1935)
- La petite chèvre, J.-M. Croufer
- La robe, Georges Neveux
- La ronde de la Guerre de Troie , Pierre Louÿs (1951)
- La rose à voix de soprano, Robert Desnos (1967)
- La rue des Blancs manteaux, J.-P. Sartre
- Lamentations, Henri Bassis (1951)
- Le bonheur des uns, J. Prévert (1947)
- Le bonheur n'aime pas la nuit, valse, Max Lanjean (1952)
- Le cancre, J. Prévert (1947)
- Le cauchemar du chauffeur de taxi, J. Prévert (1938)
- Le chat qui ne ressemble à rien, Robert Desnos (1967)
- Le chœur des courtisans, J. Prévert (1947)
- Le ciel de chez moi, René Barjavel (1955)
- Le concert n'était pas réussi (Compagnons des mauvais jours), J. Prévert (1947)
- Le désespoir est assis sur un banc, J. Prévert (1947)
- Le gardien de phare, J. Prévert (1946)
- Le jardin, J. Prévert (1946)
- Le jeu des nombres, Henri Bassis
- Le jour et la nuit, J. Prévert
- Le merveilleux poème, Gaston Montho
- Le message, J. Prévert (1946)
- Le miroir brisé, J. Prévert (1947)
- Le poisson sans souci, Robert Desnos (1967)
- Le strict superflu, J. Prévert
- Le sultan, J. Prévert
- Le temps d'y croire, Michel Vaucaire (1947)
- Le temps s'en va, Henri Bassis
- Les amoureux du mois de mai (chorale), Henri Bassis (1950)
- Les bruits de la nuit, J. Prévert (1937)
- Les Canuts (oratorio), Jacques Gaucheron (1959)
- Les enfants de la Commune, Henri Bassis (1951)
- Les enfants qui s'aiment, J. Prévert (1946)
- Les femmes,  Madeleine Riffaud (1950)
- Les feuilles mortes, J. Prévert (1947)
- Les oiseaux du souci, J. Prévert (1947)
- Les paysans
- Les soutiers, Theodor Plivier
- Lou Bouyé (Le bouvier), Henri Bassis (1953)
- Lou bouyé (Le bouvier)
- Marche funèbre, Henri Bassis
- Méfiez-vous de Paris, Jean Renoir
- Métro aérien, J.-C. Reynaud
- Miarka, Jean Renoir
- Mon ami Pierre, Jean-Pierre Chabrol (1951)
- Mon pays à moi, c'est la rue, René Jolivet
- Nicolas chien d'expérience, Raymond Queneau
- Nuit blanche, J. Prévert (1947)
- On frappe, J. Prévert (1947)
- Oncle Bill, Hubert Ithier (1954)
- Page d'écriture, J. Prévert (1946)
- Parade des coqueleux
- Parade des coqueleux (chorale) , Henri Bassis (1964)
- Paris at night, J. Prévert (1946)
- Paris en fête, Henri Bassis (1951)
- Petite sœur Vui, Madeleine Riffaud
- Plainte, Henri Bassis
- Pour un art poétique, Raymond Queneau
- Presque, J. Prévert (1947)
- Romance, Henri Bassis (1952)
- Rondel, Charles d'Orléans
- Rue de Seine, J. Prévert
- Si nous mourons, Ethel Rosenberg (1954)
- Si tu t'imagines, Raymond Queneau (1948)
- Tournesol, J. Prévert (1950)
- Toutes les lumières de Paris, Madeleine Riffaud
- Traquenard, Madeleine Riffaud (1945)
- Tu connaitras dans Mytilène, Pierre Louÿs (1951)
- Un beau matin, J. Prévert (1947)
- Un deux trois (chorale), Henri Bassis (1949)
- Un jour viendra
- Viens avec moi qu'on se promène, Henri Bassis

## Discographie chorale
- 1960 : Ballade de celui qui chanta dans les supplices - sur le poème titre de Louis Aragon de 1943 en hommage à Gabriel Péri fusillé en 1941 - Solistes de l'orchestre du Théâtre National de L'Opéra, René Schmidt (ténor), Xavier Depraz (basse), direction Serge Baudo, lecture Michel Bouquet - Disques Véga
- 1967 :  La grande nuit -  Ravensbrück - sur des textes de Micheline Maurel - Sylvia Monfort, Emmanuelle Riva, Catherine Sellers, Jany Silvaire - Disques Barclay
- 1971 :  À l'assaut du ciel : La Commune de Paris - sur des poèmes de Henri Bassis - Ensemble populaire de Paris - Disques Chant du Monde
- 1982 :  Les Canuts - Chorale populaire de Lyon - Disques Adès.

## Discographie chanson
- 1953 : Chansons de Jacques Prévert - Germaine Montero - Disques Decca
- 1953 : Chansons de Jacques Prévert - Cora Vaucaire, Éric Amado, Michèle Arnaud, Suzanne Costello - Disques Vanguard
- 1953 : Chansons de Jacques Prévert - Germaine Montero, Cora Vaucaire, Éric Amado, Michèle Arnaud - Disques Chant du Monde
- 1955 : Chansons insolites Prévert Kosma - Claudine Collart - Disques Véga
- 1957 : Les Frères Jacques chantent Prévert - Les Frères Jacques - Disques Philips
- 1962 : Yves Montand chante Jacques Prévert - Yves Montand - Disques Philips
- 1965 : Cora Vaucaire, chansons et poèmes de Prévert - Cora Vaucaire - Disques Pathé
- 1966 : Cora Vaucaire, Jacques Prévert - Cora Vaucaire - Disques Pathé
- 1971 : Cora Vaucaire chante Prévert et Kosma - Cora Vaucaire - Disques Emidisc
- 1976 : Kosma Chansons - Jean-Christoph Benoït - Disques Adès
- 1976 : Mouloudji chante Jacques Prévert - Mouloudji - Disques DiscAZ
- 1976 : Jacques Prévert Chansons pour les enfants - Mouloudji - Disques DiscAZ
- 1980 : Les chansons de Jacques Prévert et Joseph Kosma - Roger Cunéo - Disques JOP Sounds
- 1991 : Catherine Sauvage chante Démons et merveilles - Catherine Sauvage - Disques Jacques Canetti
- 1993 : Joseph Kosma - Francine André (Françoise Tillard p.) - Disques Opus 111
- 1993 : Chansons de Joseph Kosma sur des poèmes de Jacques Prévert, vol. 1 - Raymond Voyat - Disques Forlane
- 1993 : Chansons de Joseph Kosma sur des poèmes de Jacques Prévert, vol. 2 - Raymond Voyat - Disques Forlane
- 1998 : Prévert - Kosma - Louis Puthod - Disques New Music
- 1999 : Je suis comme je suis, CD 1 - Frédérique Carminati
- 2000 : Les feuilles mortes - François Le Roux - Disques Decca
- 2000 : Je suis comme ça, Lio chante Prévert -  Lio - Disques M10
- 2001 : Chansons rares et inédites, CD 2 - Frédérique Carminati
- 2005 : Joseph Kosma - Françoise Masset (Christine Icart harpe) - Disques Zig Zag Territoires
- 2005 : Jacques Prévert - Joseph Kosma - Gersende Florens, Arnaud Marzorati et Marcus Price - Disques Alpha Production
- 2008 : Étranges étrangers - Jean Guidoni - Disques Mistiroux Productions
- 2010 : Prévert, 12 chansons pour les enfants - Olivier Caillard - Disques Enfance et Musique
- 2013 : Cœur de rubis - Lio - Disques Absilone.

### À Paris
- Une rue Joseh Kosma porte son nom dans le 19ème arrondissement, entre le Canal des Portes de la Nuit et la rue Germaine Tailleferre
- Le fonds d'archives Joseph Kosma le plus important est déposé à la Médiathèque Musicale Mahler, 11 rue de Vézelay, Paris 8ème : http://www.mediathequemahler.org/

### À Nice
- Conservatoire à rayonnement régional de Nice : légataire universel des droits d'auteur de Joseph Kosma depuis 1974. Cet héritage permet de financer chaque année une saison de concerts gratuits chaque lundi dans l'auditorium Joseph Kosma, des bourses d'études, des master classes, des échanges internationaux et de nombreuses acquisitions d'instruments. Le CRR possède aussi un fonds d'archives important, partitions et dossiers de presse. Son piano est exposé dans le hall du Conservatoire.
- Association des Amis de Joseph Kosma, création en 2015, présidence et animation Françoise Miran autrice d'une biographie (C'est une chanson). Elle est présidente de l'association Les Alizés organisatrice d'un festival musical Joseph Kosma d'une semaine à Nice en janvier 2018.
- Une première Association des Amis de Joseph Kosma avait existé du temps de Gérard Pellier, l'archiviste, et de Jacques Gaucheron librettiste des Canuts.

### Radiophonie
- France Musique - Tour de chant : https://www.francemusique.fr/emissions/tour-de-chant/cora-vaucaire-l-intemporelle-3-4-64569
- Radio PFM - Les Artisans du répertoire : https://www.radiopfm.com/ecoute-des-emissions/les-artisans-du-repertoire/article/les-chansons-de-jacques-prevert
- France Culture - Bureau des rêves perdus : https://www.franceculture.fr/emissions/les-nuits-de-france-culture/le-bureau-des-reves-perdus-joseph-kosma-1ere-diffusion
- France Culture - Musique aux couleurs de la vie : https://www.franceculture.fr/emissions/les-nuits-de-france-culture/joseph-kosma-musique-aux-couleurs-de-la-vie
- France Inter : La prochaine fois je vous le chanterai : https://www.franceinter.fr/emissions/la-prochaine-fois-je-vous-le-chanterai/la-prochaine-fois-je-vous-le-chanterai-22-octobre-2005

### Vidéographie
- Joseph Kosma, film français de Serge Le Péron, 1996, commentaires d'Antoine Duhamel.

#### Bases de données
- Ressources relatives à la musique :   - AllMusic
  - BRAHMS
  - Carnegie Hall
  - Discography of American Historical Recordings
  - Discogs
  - Grove Music Online
  - MusicBrainz
  - Muziekweb
  - Répertoire international des sources musicales
- Ressources relatives à l'audiovisuel :   - AllMovie
  - Allociné
  - Ciné-Ressources
  - Filmportal
  - IMDb
- Ressource relative au spectacle :   - Les Archives du spectacle
- Ressource relative à plusieurs domaines :   - Radio France
- Ressource relative à la recherche :   - Isidore
- Ressource relative aux beaux-arts :   - AGORHA
- Notices dans des dictionnaires ou encyclopédies généralistes :   - Brockhaus
  - Den Store Danske Encyklopædi
  - Deutsche Biographie
  - Hrvatska Enciklopedija
  - Internetowa encyklopedia PWN
  - Nationalencyklopedin
- Notices d'autorité :   - VIAF
  - ISNI
  - BnF (données)
  - IdRef
  - LCCN
  - GND
  - Italie
  - Japon
  - CiNii
  - Espagne
  - Belgique
  - Pays-Bas
  - Pologne
  - Israël
  - NUKAT
  - Catalogne
  - Suède
  - Australie
  - WorldCat
- Dictionnaire biographique Maitron - Joseph Kosma : http://maitron.fr/spip.php?article136500
- Dictionnaire Maitron - Henri Bassis : http://maitron.fr/spip.php?article15856
- Dictionnaire Maitron - Madeleine Riffaud : http://maitron.fr/spip.php?article161733
- Ciné-Archives du Parti communiste : https://www.cinearchives.org/Trombinoscope-Joseph-Kosma-443-495-75-0.html
- Musicologie - Dictionnaire des musiciens : https://www.musicologie.org/Biographies/k/kosma_joseph.html Musicologie

#### Autres
- Portail de la musique contemporaine : http://www.musiquecontemporaine.fr/browse?index=9&sortId=&recordsPage=1604
- SACEM Répertoire : https://repertoire.sacem.fr/resultats?filters=parties&query=joseph%20kosma#searchBtn
- Enoch & Cie Éd. : http://www.enoch-editions.com/fr/catalogue/vente?page=1
  - « Joseph Kosma » (version du 1er janvier 2013 sur Internet Archive), sur Association France-Hongrie 13 : Biographie et filmographie
- Joseph Kosma, sur L'encinémathèque
- Mes musiques régénérées
- Israël Magazine : https://israelmagazine.co.il/joseph-kosma-mer-efface/
- Les Amis de Marcel Carné et de l'âge d'or du cinéma français : https://www.marcel-carne.com/blog/
- Médiathèque Musicale Mahler : http://bgm.agate-sigb.com/rechercher/recherche1_simple.php